# Варлаам (Козуля)
Єпископ Варлаам (в миру Петро Карпович Козуля; 1 (13) липня 1871, Байбузівка, Балтський повіт, Подільська губернія — 10 жовтня 1937, спецкомбінат ГУЛАГ СРСР, Оренбург) — український релігійний діяч. Єпископ Українського екзархату РПЦ, зокрема єпископ Вінницький, згодом Марійський, Оренбурзький і Тургайський.
Жертва сталінського терору.

## Біографія
Народився 1 липня 1871 року в заможній селянській родині села Байбузівка Подільської губернії (нині Одеська область).
Навчався в церковно-приходській школі. Здобувати освіту продовжив в Коржовецькому монастирі Подільської єпархії.
15 січня 1886 року прийнятий послушником в Коржовецкий Різдво-Богородичний монастир Подільської єпархії. Там він з 30 січня 1886 по 8 січня 1893 проходив послух паламаря, а з 3 січня 1893 по 16 серпня 1896 року — церковного уставщика і письмоводителя.
20 серпня 1897 року був переведений в Гранівський Преображенський монастир тієї ж єпархії, де [25 жовтня]] 1898 настоятелем обителі ігуменом Мелетієм був зодягнений в рясофор, а 29 липня 1901 пострижений у чернецтво з ім'ям Варлаам. 26 вересня 1901 зведений в сан ієродиякона. 13 грудня 1903 року зведений в сан ієромонаха.
30 квітня 1905 року, під час російсько-японської війни був відряджений на Далекий Схід у місто Нікольськ, де проходив службу в Уссурійському зведеному госпіталі, окормляючи поранених, в міських лікувальних закладах. 20 листопада, внаслідок розформування госпіталю, був відряджений до колишнього місця служіння.
У 1907 році був відряджений до міста Балти для улаштування монастиря від Подільського єпархіального відомства. Новостворена обитель отримала ім'я преподобного Феодосія Великого. З 30 червня 1907 Варлаам управляв монастирем як намісник.
У 1908 році братії Балтсько-Феодосіївського монастиря довелося протистояти секті «іннокентьевцев».
У 1923 році архімандрит Варлаам був переведений настоятелем в Бершадський Спасо-Преображенський монастир (Флорине) Подільської губернії.
У 1925 році був заарештований харківським ОГПУ, перебував під слідством, але через брак доказів засуджений не був.

## Архієрейство
У серпні 1926 року в Бершадському Спасо-Преображенському монастирі єпископами Сергієм (Куминська), Феодосієм (Ващинським) і Іоасафом (Жеваховим) таємно хіротонізований на єпископа Бершадського, вікарія Київської єпархії.
У 1927 році висланий до Харкова. З жовтня 1928 року жив в Браїлові Жмеринського району Вінницької області. Після арешту єпископа Амвросія (Полянського), тимчасово керував і Подільської єпархією.
В умовах сум'яття розумів, поширення обновленства, поширення безлічі «пророцтв», що  вже прийшов антихриста і в скорому часі кінець світу закликав паству до тверезого молитовного життя, називаючи такі погляди шарлатанством.
C 1928 тимчасово керував Вінницькою єпархією.
17 січня 1931 заарештований за звинуваченням у створенні «церковно-сектантської організації» і поміщений у в'язницю в Вінниці. 17 липня 1931 постановою особливої наради при Колегії ДПУ УСРР висланий в Карагандинську область Казахстану на 3 роки.
З 27 березня 1934 року — єпископ Златоустівський, вікарій Свердловської єпархії.
З 23 серпня 1934 року — єпископ Сарапульський, вікарій Кіровської єпархії.
З 17 січня 1935 року — єпископ Осинський, вікарія Молотовської єпархії.
У 1935 році відвідав в Москві Заступника Патріаршого Місцеблюстителя Сергія (Страгородського).
З 27 травня 1935 року — єпископ Марійський, вікарій Горьківської єпархії.
З 29 січня 1937 року — єпископ Сизранський.
З 23 травня 1937 року — єпископ Оренбурзький і Тургайський.
2 серпня 1937 заарештований за звинуваченням в активній участі в «контрреволюційній монархічно-повстанської організації». Ув'язнений в Оренбурзі.
9 жовтня засуджений трійкою УНКВС по Оренбурзькій області до розстрілу. Розстріляний 10 жовтня 1937 року у Зауральному гаю поблизу Оренбурга. Місце поховання невідоме.